# Scilla bithynica
Scilla bithynica är en sparrisväxtart som beskrevs av Pierre Edmond Boissier. Scilla bithynica ingår i släktet blåstjärnesläktet, och familjen sparrisväxter. Inga underarter finns listade i Catalogue of Life.